# 柳叶石斑木
柳叶石斑木（学名：[Rhaphiolepis salicifolia] 错误：{{Lang}}：文本有斜体标记（帮助））为蔷薇科石斑木属下的一个种。

## 扩展阅读
維基物種上的相關：柳叶石斑木